# Dog Gone
Diamond Dog Caper conhecido como Dog Gone nos Estados Unidos, é um filme estadunidense de 2008, do gênero comédia, dirigido por Mark Stouffer e estrelando Luke Benward, French Stewart, Brittany Curran e Kevin Farley.

## Trama
Quando Owen ( Luke Benward ) e sua irmã mais velha distraída, Lilly ( Brittany Curran ), estão sozinhos e os pais estão fora, Owen entrega o papel, desafia um valentão da escola e passa as tardes em um refúgio de floresta girando contos e fazer invenções. Quando ele encontra três bandidos e um cão maltratado, muda a sua vida. Owen tem obrigações com o golden retriever e libera o cão. Quando ele lê um relato de jornal de um roubo de diamante, ele percebe que os bandidos são os principais suspeitos e ele suspeita que os bandidos esconderam os diamantes em seu colar. Owen altera o nome do cão para diamante. Ele leva-la para a polícia e a polícia acha que a história não é verdadeira. Os bandidos estão em busca dos diamantes. Última edição: Victor Gabriel Santiago Britto.

## Elenco
- Luke Benward
  - Owen

- French Stewart
  - Blackie

- Brittany Curran
  - Lily

- Kevin Farley
  - Bud

- John Farley
  - Pai

- Kenda Benward
  - Mãe

- Cameron Monaghan
  - Dexter

- Kelly Perine
  - Arty

- Denyse Tontz
  - Meagan Todd